# Ctenotus serotinus
Ctenotus serotinus este o specie de șopârle din genul Ctenotus, familia Scincidae, descrisă de Czechura 1986. Conform Catalogue of Life specia Ctenotus serotinus nu are subspecii cunoscute.